# Willemskwartier

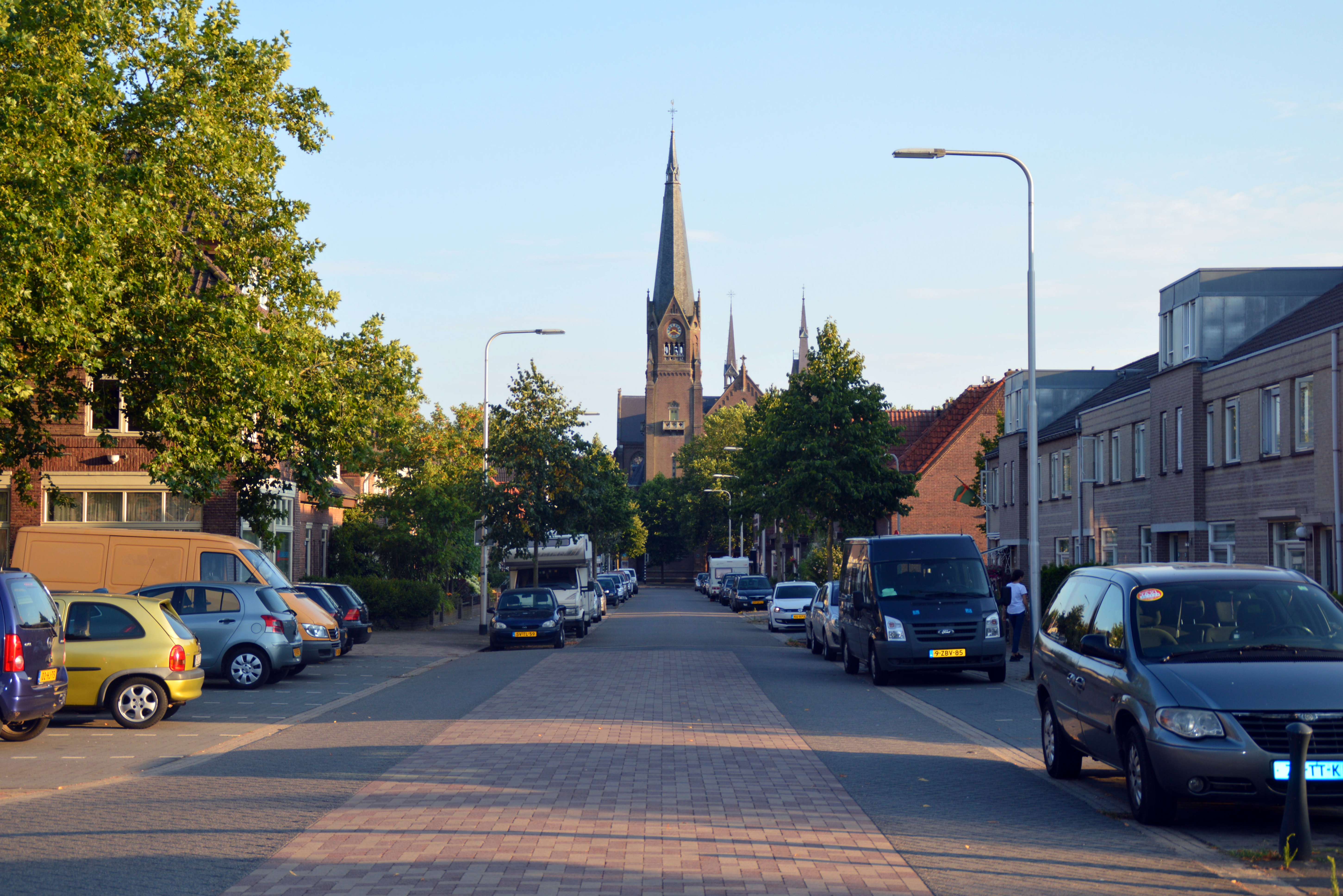
De Willemsweg in 2014, met zicht op de Groenestraatkerk

Het Willemskwartier is een buurt in Nijmegen, welke onderdeel is van de wijk Nije Veld. Deze wijk is echter minder bekend dan de subbuurten waaruit zij bestaat, waardoor doorgaans van de wijk Willemskwartier wordt gesproken. 
Het Willemskwartier is gelegen in een driehoek tussen de Graafseweg, de Groenestraat en de spoorkuil tussen Graafseweg en St. Annastraat. De belangrijkste doorgaande weg door het Willemskwartier is de Willemsweg. De buurt is vernoemd naar deze weg.

## Geschiedenis
Het Willemskwartier is een vooroorlogse buurt met overwegend kleine, goedkope huurwoningen. De verhuurder is Portaal. 
Oorspronkelijk was het Willemskwartier opgezet als tuinstad. De bouw hiervan is in 1917 begonnen.
De Willemsweg wordt al in raadsstukken van 1904 genoemd. Aanvankelijk heette de buurt Willemswegkwartier of Dichtersbuurt. De naam Willemskwartier werd gebruikt voor de hele wijk die nu Nije Veld heet. De huidige namen dateren uit 1960. 

## Huidige situatie
De van oudsher eenzijdige bevolkingssamenstelling van arbeiders en werklozen is de afgelopen decennia aangevuld met voornamelijk Marokkanen, Turken en ook studenten, waardoor het nu bekendstaat als multiculturele volkswijk.
Begin jaren 90 is een groot deel van de eerdere bebouwing in het Willemskwartier westelijk van de Willemsweg afgebroken ten behoeve van nieuwbouw. De rest van de huurwoningen is (vanaf 2006) steeds verder en in fases gesloopt. Hiervoor in de plaats zijn voornamelijk koopwoningen gekomen. Van de oorspronkelijke bewoners keerden er slechts weinig naar hun oude woning terug. Het karakter van de wijk is dan ook veranderd.

## Openbaar vervoer
Breng buslijnen 14 en 8 rijden over de Willemsweg. Station Nijmegen is vanaf het Willemskwartier ongeveer 10 minuten lopen.